# Cuando las ganas se juntan
Cuando las ganas se juntan fue un late show de entretenimiento, que se transmite los domingos a las 10pm por Globovisión. El programa es conducido por Bettsimar Díaz, hija del reconocido cantautor venezolano Simón Díaz. El título del programa está inspirado en una de las estrofas del tema Caballo viejo, "Cuando las ganas se juntan".

## Formato
Es programa que tiene como idea principal de juntar legados con debutantes, ritmos y composiciones, con una banda en el estudio junto con Bettsimar Díaz, se unirán el talento y situaciones espontáneas entre músicos y artistas nacionales e internacionales en un show dominical nocturno.
Para cada entrega, Díaz tendrá como invitados a intérpretes, compositores, agrupaciones de las distintas vertientes y géneros que han sido referentes en Venezuela y fuera de ella, así como también artistas que actualmente marcan tendencias dentro del amplio y diverso mercado musical nacional e internacional, sumando a ello también la invitación a personalidades de la televisión como humoristas.
Se busca recrear la tertulia melódica y el natural contrapunteo que habitualmente se genera entre músicos sin importar su estilo: pop, rock, jazz, fusión, acústico urbano, folclórico, rap, hip-hop, reggae, entre otros. Incluyendo a veces a estas tertulias un homenaje a un icono de la música.
El programa inicio primero como una duración de 30 minutos, pero para finales de 2014 el programa empieza a tener una duración de 1 hora. El programa es grabado en los estudios de RCTV.

## Invitados
Oscar D’León y el rapero Mcklopedia fueron los primeros invitados del episodio estreno. En esta lista también han estado Mariaca Semprúm, Los Hermanos Naturales, Biella Da Costa, C4 Trío, Yordano, Cayito Aponte,  Famasloop, La Vida Bohéme, Rummy Olivo, Ximena Borges, Aléxis Cárdenas, Marcial Istúriz, Aquiles Báez, Elba Escobar, Armando Martínez, Eduardo Betancourt, Cheo Hurtado, Emilio Lovera, Benjamín Rausseo, Guasak4, Samy Hawk, Liz, Miguel Moly, Jonathan Moly, Rafael “El Pollo” Brito, Kiara, Chelique Sarabia, Reynaldo Armas, Hely Orsini, Anny Cauz, Caibo, Los Mesoneros, entre otros.
También ha contado con programas homenaje a Alfredo Sadel, Billo Frómeta, Simón Díaz, entre otros.